# Мандуль
Манду́ль (фр. Mandoul, араб. ماندول‎) — регион в Республике Чад. Административный центр — город Кумра. Площадь — 17 000 км², население — 637 086 человек (2009 год).

## География
Регион Мандуль находится на юге Чада и представляет собой южную часть бывшей префектуры Средняя Шари. На востоке граничит с регионом Среднее Шари, на западе с регионом Восточный Логон, на севере с регионом Танджиле. Южной границей региона является государственная граница Чада и Центральноафриканской Республики.

## Население
В регионе Мандуль проживают народы сара, мбаи, нар. Основой экономики региона является натуральное сельское хозяйство и выращивание хлопка.

## Административное деление
Регион в административном отношении разделён на 3 департамента: Западный Мандуль (состоит из 4 супрефектур: Бедиондо, Бебопен, Бекамба и Пени), Восточный Мандуль (6 супрефектур: Кумра, Бедая, Бесада, Гунди, Мурунгулай и Нгангара) и Барх-Сара (5 супрефектур: Моисала, Беборо, Бекуру, Буна и Дембо).

## Населённые пункты
| - Бебомо - Бедеге - Бенго - Букенава - Дансама - Добадене - Каба-Киби - Кемкага - Коро - Курбо - Маибиди | - Маибо - Маибого - Маикеле - Маиконго - Маикуту - Маимана - Маита - Маитера - Маро - Мая - Моделе | - Монума - Моссиара - Надили - Наджикаба - Нарангаса - Ндангело - Сакала - Сако - Сандене - Сафойо - Таса |